# 大囫囵镇
大囫囵镇，是中华人民共和国河北省张家口张北县下辖的一个乡镇级行政单位。

## 行政区划
大囫囵镇下辖以下地区：
大囫囵村、白茂营村、河心村、二道湾村、翠花宫村、万宝庄村、白沙梁村、北壕堑村、大台沟村、小台沟村、小麻泥村、二道渠村、席麻沟村、脑包图村、对九卜村、河子村、土茂营村、红沙滩村、信杆道村、黑石头山村、洞亭营村和水泉沟村。